# ارکیده سنبلی کک‌مکی
ارکیده سنبلی کک‌مکی یا ارکیده سنبلی (نام علمی: Dipodium punctatum) گونه‌ای گیاه است از تیره ثعلبیان که بومی کشور استرالیا است. گونه‌های دیگر این گیاه نیز ممکن است به نام‌های ارکیده سنبلی کک‌مکی و ارکیده سنبلی نیز یادآور شوند. این گونه گیاهی بدون برگ است گل‌هایش معمولاً صورتی‌رنگ و با عرض ۲۰ تا ۲۵ میلی‌متر هستند.